# Berchtesgadener Hochthron
Der Berchtesgadener Hochthron ist mit 1972 m ü. NHN der höchste Gipfel des Untersbergmassivs in den Berchtesgadener Alpen im Landkreis Berchtesgadener Land, Bayern (Deutschland).
Er gilt als einer der besten Aussichtsgipfel des Berchtesgadener Landes, da er eine freie Sicht über den Berchtesgadener Talkessel sowie zu allen neun Gebirgsstöcken der Berchtesgadener Alpen, zu den Chiemgauer Alpen, den österreichischen Bergen des Salzkammerguts und des Tennengebirges bietet. 

## Geographie
Der Berchtesgadener Hochthron erhebt sich rund 7 km nördlich von Berchtesgaden und etwa 8 km ostsüdöstlich von Bad Reichenhall. Die Grenze zu Österreich verläuft rund 1,5 km nördlich. 
Etwa 500 m westlich des Berggipfels steht auf 1895 m ü. NHN das Stöhrhaus, eine im Sommer bewirtschaftete Alpenvereinshütte. Am Fuße der Steilabstürze des Gipfels liegen die Quellgebiete des Almbachs, der nach Durchfließen der Almbachklamm in die von Süden kommende Berchtesgadener Ache mündet, sowie des Rothmannbachs.

## Besteigung
Es führen mehrere markierte Steige auf den Gipfel des Berchtesgadener Hochthrons, davon erfordern die meisten Trittsicherheit und gute Kondition:
- von Hallthurm (zwischen Bad Reichenhall und Bischofswiesen) über Reisenkaser, Leiterl und Stöhrhaus in 3 Stunden
- von Bischofswiesen (Ortsteil Aschau) über Stöhrweg, Leiterl und Stöhrhaus in 3,5 Stunden
- von Maria Gern über Hintergern, Stöhrweg, Leiterl und Stöhrhaus in 3 Stunden (Normalweg)
- von Ettenberg über Ludlgraben, Scheibenkaser, Leiterl bzw. Mittagsloch (Durchgangshöhle) und Stöhrhaus in 3 Stunden
- von Ettenberg über Ludlgraben, Hochkampschneid, Grubenkaser und Grubenpfad in 3 Stunden (Stellen I, größtenteils unmarkiert, teilweise versichert[1])
- von der Bergstation der Untersbergbahn (Seilbahn) am Geiereck (1805 m ü. NHN) über den Salzburger Hochthron (1852 m ü. NHN) und das Hochplateau mit Schellenberger Eishöhle und Rauheck in 2,5 Stunden

## Klettereien
Der Berchtesgadener Hochthron bricht mit massiven, teils überhängenden Felswänden nach Osten und Süden ab. Vor allem die zahlreichen Kletterrouten der Südwand zählen zu den beliebtesten und klettergeschichtlich bedeutsamsten der Berchtesgadener Alpen. Die Anstiege reichen von der oft noch im November begangenen Alten Südwand (Schwierigkeitsgrad III+) bis zu Sportklettereien im IX. Grad. 
Seit 2007 gibt es in der Ostwand des Berchtesgadener Hochthrons einen schweren Klettersteig, den Berchtesgadener Hochthronsteig (Schwierigkeitsgrad C/D). Der Einstieg wird von Ettenberg (oder vom Leiterl herüberquerend) über den Scheibenkaser erreicht.

## Geplanter Aufklärungsturm der Luftwaffe
Zwischen 1962 und 1970 plante die Bundesluftwaffe, einen 75 m hohen Aufklärungsturm auf dem Hochthron zu bauen. Während des Kalten Krieges betrieb diese Teilstreitkraft eine Reihe dieser Türme von der Ostsee bis in den Bayrischen Wald. Der hier geplante Turm sollte die Bezeichnung „Fernmeldesektor G“ bekommen. Zusätzlich sollte eine 5900 m lange Seilbahn von der Gartenau zum Aufklärungsturm mit sieben Stützen und zwei Zwischenstationen gebaut werden. Beide Projekte wurden aber wegen dilettantischer Planung und dadurch explodierender Kosten nie gebaut.

## Galileo-Testumgebung
In der Nähe des Stöhrhauses befindet sich eine der sechs Sendeanlagen, die als Pseudoliten in der GALILEO Test- und Entwicklungsumgebung (GATE) des europäischen Satellitennavigationssystemes Galileo zur Simulation von Navigationssatelliten dienen.